# 牛田貢平
牛田 貢平（うしだ こうへい、1965年 - ）は、日本の鉄道技術者、鉄道ダイヤ作成者（スジ屋）、東京地下鉄社員。専門は鉄道の運行管理、運行計画。

## 略歴
- 1965年 - 誕生、千葉県生まれ。
- 1984年 - 高校卒業後、帝都高速度交通営団 入団
- 駅員、車掌、運転士、総合指令所 指令を経る。[2]
- 2001年 - 鉄道ダイヤ作成担当（スジ屋）となる。
- 2004年 - 民営化により帝都高速度交通営団（営団地下鉄）職員から東京地下鉄（東京メトロ）社員となる。
- 2010年 - 東京地下鉄 鉄道本部 運転部 輸送課
- 2011年 - 東京地下鉄 鉄道本部 鉄道統括部 研修センター
- 2013年 - 東京地下鉄 鉄道本部 ハノイ都市鉄道技術支援担当
- 2014年 - 東京地下鉄 鉄道本部 鉄道統括部 海外鉄道技術担当
- 2021年 現在 - 東京地下鉄 経営企画本部 国際業務部[3]

## 来歴・人物
千葉県出身。1984年に高校を卒業後、帝都高速度交通営団（現東京メトロ）に入社。駅員、車掌、運転士、総合指令所の指令を経た後、2001年に現場から本社への異動を言い渡され、鉄道ダイヤ作成担当（スジ屋）となった。
牛田は現場の経験から、ラッシュ時には混雑による遅延は避けられないと考え、現実に即した「遅れに強いダイヤ」を作るべきだと主張とした。そして、列車遅延の評価指標バッファインデックスBuffer Indexを考案し、高密度な運転を行う路線における「遅延に強い列車ダイヤ」の構築理論を確立した。これは、列車の遅れを「量（時間）」でとらえるのではなく「質」という形で数値化し、これに基づき運転時刻を設定するというこれまでにない独自の理論に基づいたものである。牛田はこの理論に基づき、東京メトロで最も混雑する東西線のダイヤを2008年3月と2009年3月の二度にわたり修正した結果、遅れを半減、遅れに対する苦情件数を1/10に激減させた。この理論は、鉄道の定時性に対するニーズが世界的に高まる中で、鉄道技術に関する国際会議の場で取り上げられるなど、海外の研究者や鉄道会社からも注目を集めている。

また、千葉工業大学の富井規雄と共同で、列車の遅延状況を可視化するクロマティックダイヤ図Chromatic Diagramを開発したことでも知られている。
クロマティックダイヤ図は、運輸司令所の運行管理システムから出力される「列車運行実績データ」を可視化するためのツールで、東京地下鉄で初めて実用化された。これは、遅れの大きさに応じて列車の動きを示すスジを色分けして表すと同時に、駅停車時間の延びを丸印の大きさで表すことで、駅停車中に発生する一次遅延(primary delay)と遅延の波及状況が一目でわかるようにした画期的な発明である。これは東京メトロのみならず、小田急電鉄が下北沢駅付近の地下化に伴う遅延状況の検証に用いるなど、列車遅延の分析手法として広がりを見せている。
このように、牛田の業績は従来の「スジ屋」の概念を根本から変える革新的なものと評されている。
2013年に東京メトロが本格的に海外技術支援業務に乗り出したのを契機に、牛田はその担当部署に異動している。その理由は、この時「列車運行の専門家」として要求された「運転士、指令室での運行管理業務、ダイヤ作成業務、乗務員養成業務のすべてを経験した者」という条件を満たしている社員が、当時東京メトロ社内には牛田しかいなかったからとされている。その後、ハノイやジャカルタ、ホーチミンでの海外技術支援業務に従事している。
2015年に放送された『プロフェッショナル 仕事の流儀』「就職活動応援スペシャル」（NHK総合テレビジョン）の中では、牛田がベトナム人技術者に対し、プラレールを用いながら列車運行についてレクチャーを行っている様子が紹介されている。 また、2019年に放送された『NHKスペシャル』「東京ミラクル 第2回 巨大鉄道網 秒刻みの闘い」（NHK総合テレビジョン）の中では、牛田がインドネシア人技術者に対し、日本の都市鉄道ダイヤと同じように秒単位のダイヤ作成について指導している様子や、牛田の指導を受けた現地技術者が、列車内で遅延の調査を行っている様子が紹介されている。
以上のことから、牛田の業績は「スジ屋」に止まらず、「列車運行の専門家」として世界に活躍の場を広げていることがうかがえる。

## エピソード
- 特技は、紙を破る擬音を出すことで、納得がいかない資料に対して破った音マネをして周囲を驚かすことである。
- ダイヤ改正時にアイデアに行き詰まった際、ダイヤ以外のものからインスピレーションを得て新たなアイデアを得ていたことが、「プロフェッショナル 仕事の流儀」のスタッフブログの中で紹介されている。[12]それによれば、「回転寿司の皿の流れ」や「寄せて上げるブラの広告」からヒントを得て、新たなダイヤを考案したとされている。
- ダイヤ改正前、徹夜続きでダイヤの網目模様が目に焼き付き、女性が皆網タイツをはいているように見えたこともあるという。極度のプレッシャーで追いつめられた過酷なスジ屋の様子を紹介するエピソードとして、出演した各種メディアの中で語られている[13][14]
- 牛田が出演したNHK「プロフェッショナル 仕事の流儀」は、中高生向けの学校教材「NHKティーチャーズ・ライブラリー」として活用されている。[15] また、小学校高学年以上向けのキャリア教育用書籍として、ポプラ社から『NHK プロフェッショナル 仕事の流儀(5) くらしをささえるプロフェッショナル』が出版されている。ここでは、「生活に深く関わる仕事にたずさわり、独自の方法で努力を続けるプロフェッショナル」の一人として紹介されている。[16]
- ジャカルタのMRTプロジェクトに従事するにあたり牛田が初めて現地を訪れた際、自身が運転士の免許を取る際の技能試験で運転した元東京メトロ6000系の6106F編成との再会を果たしたことが、『東京メトロとファン大研究読本』（株式会社 カンゼン）の中で「ジャカルタで〝元カノ〞と劇的な再会」として紹介されている。[3]
- 牛田のスジ屋としての実績は、海外メディアでも取り上げられている。フィリピンの新聞「The Philippine Star」では、牛田が修正したダイヤによって、遅延とこれに伴う苦情が激減したことが紹介されている。（『Running trains』- The Philippine Star - February 23, 2018）

## テレビ出演
- 2010年2月2日 - 『プロフェッショナル 仕事の流儀』「サラリーマンは、スジを通せ」（NHK総合テレビジョン）https://www.nhk.or.jp/professional/2010/0202/
- 2013年10月26日 - 『まるごと知りたい！A to Z』「いますぐ乗りたい！世界鉄道 夢紀行」（NHK BSプレミアム）
- 2014年1月12日 - 『NHKスペシャル』「JAPAN BRAND “日本式”生活インフラを輸出せよ」（NHK総合テレビジョン）
- 2015年3月30日 - 『プロフェッショナル 仕事の流儀』「就職活動応援スペシャル」（NHK総合テレビジョン）
- 2019年6月29日 - 『NHKスペシャル』「東京ミラクル 第2回 巨大鉄道網 秒刻みの闘い」（NHK総合テレビジョン）

## 新聞・雑誌
- 2009年5月11日『凄腕つとめにん』（朝日新聞・夕刊掲載）
- 梶山馨子「わが社の「縁の下の力持ち」(Vol.1)東京地下鉄 鉄道本部 運転部 輸送課主任 牛田貢平さん 一日636万人が利用する地下鉄の運行を支える「スジ屋(ダイヤ作成者)」」『フォーレ』第88号、みずほ総合研究所、2010年1月、29-31頁、ISSN 13477862、NAID 40016949048。

## 著書・参考文献
- 『鉄道ダイヤ回復の技術』電気学会著 2010年オーム社
- 『鉄道ダイヤのつくりかた』富井規雄著 2012年オーム社
- 『プロフェッショナル 仕事の流儀 人生と仕事を変えた57の言葉』 2011年NHK出版
- 『東京地下鉄 クロマティックダイヤ図の開発とこれを活用した東西線遅延対策の効果検証』 鉄道ピクトリアル 2010年10月号
- K. Ushida, S. Makino, and N. Tomii: Increasing robustness of dense timetables by visualization of train traffic record data and Monte Carlo simulation, Proc. of World Congress on Railway Research (WCRR), Lille, France, 2011.
- 『都市鉄道直通運転のダイヤを考える』 鉄道ピクトリアル 2014年6月号
- 『遅延の質の指標化に基づいた頑健性の高い計画ダイヤ』 2014年11月 日本機械学会誌（出版者；一般社団法人日本機械学会）
- 『運行実績データを活用した列車遅延の評価指標』 2012年8月 オペレーションズ・リサーチ「経営の科学」（出版者；社団法人日本オペレーションズ・リサーチ学会）
- 『列車運行実績データの可視化と東西線ダイヤ改正効果の検証』 2010年8月 JREA : 日本鉄道技術協会誌（出版者；日本鉄道技術協会）
- 『列車運行実績データの可視化手法によるダイヤ検討への応用』 2010年8月 運転協会誌（出版者；日本鉄道運転協会）
- 『1207 列車運行実績データの可視化』 2009年12月 鉄道技術連合シンポジウム(J-Rail)講演論文集（出版者；一般社団法人日本機械学会）
- 『NHKティーチャーズ・ライブラリー』 サラリーマンは、スジを通せ　鉄道ダイヤ作成　牛田貢平 プロフェッショナル 仕事の流儀
- 『プロフェッショナル 仕事の流儀 (5) くらしをささえるプロフェッショナル』 編／NHK「プロフェッショナル」制作班 （出版者；ポプラ社）
- 『世界へ鉄道の輪を広げる夢を実現！改めて日本の鉄道の素晴らしさを実感』 東京メトロとファン大研究読本 （出版者；カンゼン）